# Хосе Антоніо Тейшейра Вітьєнес
Хосе Антоніо Тейшейра Вітьєнес, відомий як Тейшейра Вітьєнес II (Сантандер, Кантабрія, 18 липня 1970), — колишній іспанський футбольний арбітр, що судив матчі найвищої іспанської ліги. Член Комітету арбітрів Кантабрії. Старший брат арбітра Фернандо Тейшейри Вітьєнеса (відомого як Тейшейра Вітьєнес I).

## Кар'єра
До рівня Ла-Ліги підвищився в сезоні 2010-2011 разом із галісійським арбітром Ігнасіо Іглесіасом Вільянуевою. Дебютним для нього став матч «Депортіво» (Ла-Корунья) проти «Реал Сарагоса»(0-0), що відбувся 29 серпня 2010 року.
Кар'єру завершив у сезоні 2014—2015. Останній матч, який він відсудив, між командами «Реал Мадрид» і «Хетафе» (7-3), відбувся 23 травня 2015 року.

## Нагороди
- Нагорода Вісенте Асебедо[es] (1): 2010.